# Antarès (Le Mans)
Pour les articles homonymes, voir Antarès (homonymie).
Antarès est une salle de sports, spectacles et business events située au Mans, en France, dans le quartier du Technoparc Sud. Avec ses 8 077 places, elle possède la 3e plus grande capacité de France pour ce type de salle, après le Palais omnisports de Paris-Bercy, l'Arena Porte de la Chapelle et l'Arena de Montpellier, ce qui lui permet d'être la plus grande salle polyvalente des régions Pays de la Loire, Centre-Val de Loire et Basse-Normandie devant l'Amphitéa d'Angers,.

## Présentation
La salle se situe près de la ligne droite des Hunaudières sur le circuit des  24 Heures du Mans dans le secteur sud-est du Mans à côté du Stade Marie Marvingt  . Son nom provient de la 17e étoile du système planétaire, symbole de la 17e ville de France. La salle fut dessinée par DMT Architectes. Elle est gérée par la société Vega dont ce fut la première réalisation. D'une architecture sphérique de couleur blanche, le bâtiment inauguré le 25 septembre 1995 se veut d'une conception nouvelle et étonnante d'environ 15 000 m2. Le bâtiment se compose de multiples salles et gymnases. La plus grande, dite « salle Christian Baltzer  », peut accueillir entre 3 200 et 8 077 spectateurs selon les configurations. Elle est notamment utilisée par le club local de basket, le MSB. Cette salle, comme bon nombre d'autres, est modulable afin de permettre l'accueil de multiples événements. Antarès travaille en collaboration avec la salle de l'Oasis, d'une capacité plus restreinte.[source secondaire souhaitée]

## Principaux événements accueillis
Les événements accueillis sont variés. Les plus importants restent cependant les concerts. Cette construction, fut à l'origine organisée pour offrir une capacité d'accueil plus importante que la salle des concerts ou que le Palais des congrès. Ne se contentant pas uniquement des représentations musicales, la « soucoupe », ainsi surnommée par la population, a diversifié les événements. C'est ainsi que le MSB, club de pro-A (élite) de basket-ball dispute ses matchs dans l'enceinte. Le match des champions 2006 et des matchs européens d'Euroligue ont été joués. La ville accueille dans son bâtiment des rencontres internationales de basket-ball ou de handball avec l'organisation de matchs de l'équipe de France. On voit également se disputer des compétitions nationales de gymnastique, de patinage ou d'escrime. L'inauguration en 1995 accueillit 5 000 spectateurs pour un concert unique[source secondaire nécessaire].